# Mourir à tue-tête
Mourir à tue-tête é um filme de drama canadense de 1979 dirigido e escrito por Anne Claire Poirier. Foi selecionado como representante do Canadá à edição do Oscar 1980, organizada pela Academia de Artes e Ciências Cinematográficas.

## Elenco
- Julie Vincent - Suzanne
- Germain Houde - Le violeur
- Paul Savoie - Philippe
- Monique Miller - La réalisatrice
- Micheline Lanctôt - La monteuse
- Luce Guilbeault - Une cliente
- Christiane Raymond - La disciple
- Louise Portal - La comédienne